# Стехов Сергій Трохимович
Сергій Трохимович Стехов (вересень 1898, слобідка Госпітальна біля міста Георгіївська Терської області, тепер Ставропольського краю, Росія — червень 1994, Москва) — радянський діяч органів державної безпеки.

## Біографія
Народився в родині робітника у вересні 1898 року. У березні 1913 — жовтні 1914 р. — чорнороб на цегельних заводах у Георгіївську. У 1914 — 1915 р. — учень Георгіївського вищого початкового училища. У вересні 1915 — жовтні 1918 р. — телеграфіст і член колегії поштово-телеграфної контори у місті Георгіївську.
Член РКП(б) з жовтня 1918 року.
У жовтні 1918 — березні 1919 р. — телеграфіст Реввійськради 11-ї радянської армії у Георгіївську, Прохладній, Владикавказі. У березні 1919 року засуджений владою генерала Денікіна до тюремного ув'язнення. У березні 1919 — березні 1920 р. — ув'язнений у тюрмах Георгіївська, П'ятигорська.
У березні 1920 — березні 1921 р. — політичний контролер Політбюро ЧК при поштово-телеграфній конторі у місті Георгіївську. У березні 1921 — травні 1923 р. — член правління союзу зв'язку, завідувач губернським відділом зв'язку у Георгіївську та П'ятигорську.
У травні 1923 — серпні 1925 р. — курсант вищих 2-х річних адміністративно-господарських курсів Наркомату зв'язку у Москві. У серпні 1925 — січні 1927 р. — завідувач підвідділом експлуатації Наркомату зв'язку СРСР.
У січні 1927 — листопаді 1928 р. — завідувач агітаційно-пропагандистського відділу Костянтинівського районного комітету КП(б) України.
У листопаді 1928 — січні 1930 р. — інспектор Наркомату зв'язку СРСР. У січні — серпні 1930 р. — слухач однорічних курсів начальників управління зв'язку СРСР у Москві. У серпні 1930 — серпні 1931 р. — завідувач групою планування Наркомату зв'язку СРСР.
У серпні 1931 — лютому 1932 р. — уповноважений по хлібозаготівлях, завідувач організаційного відділу Пресновського районного комітету ВКП(б) Казакської РСР.
У лютому — грудні 1932 р. — завідувач Центральним бюро по реконструкції Наркомату зв'язку СРСР. У грудні 1932 — грудні 1933 р. — начальник Управління зв'язку по Північно-Кавказькому краю. У січні 1934 — квітні 1935 р. — начальник Управління Московського міського зв'язку. У квітні 1935 — квітні 1936 р. — начальник інспекції Західно-Сибірського крайового управління зв'язку у місті Новосибірську.
У квітні 1936 — січні 1939 р. — заступник редактора «Крестьянской газеты» («Сельская жизнь»), Москва.
У січні 1939 — грудні 1940 р. — старший інструктор політвідділу 2-го спецвідділу НКВС СРСР. У грудні 1940 — квітні 1941 р. — старший оперуповноважений 1-го відділення 2-го спецвідділу НКВС СРСР. У квітні — липні 1941 р. — заступник секретаря парткому 2-го спецвідділу НКДБ СРСР. У липні 1941 р. — уповноважений НКВС СРСР по будівництву оборонних споруд Західного фронту.
У липні 1941 — червні 1942 р. — військовий комісар 2-го мотострілецького полку бригади Особливого призначення НКВС СРСР, Західний фронт. У червні 1942 — квітні 1944 р. — комісар спеціального партизанського загону НКВС «Победители», який діяв на території Західної України. У квітні — вересні 1944 р. — заступник начальника відділення 4-го управління НКДБ СРСР.
У вересні 1944 — 1947 р. — секретар партійного комітету Управління НКДБ-МДБ УРСР по Дрогобицькій області. У жовтні 1944 — жовтні 1945 р. — начальник 4-го відділу Управління НКДБ УРСР по Дрогобицькій області. У жовтні 1945 — 1946 р. — начальник 1-го відділу Управління НКДБ УРСР по Дрогобицькій області. У 1946 — квітні 1947 р. — начальник 4-го відділу Управління МДБ УРСР по Дрогобицькій області. У квітні 1947 — травні 1951 р. — начальник відділу «2-Н» Управління МДБ УРСР по Дрогобицькій області. У квітні 1947 — квітні 1952 р. — заступник начальника Управління МДБ УРСР по Дрогобицькій області.
28 квітня 1952 — 19 березня 1953 р. — начальник Управління МДБ УРСР по Дрогобицькій області. 19 березня — 11 червня 1953 р. — начальник Управління МВС УРСР по Дрогобицькій області. У червні — вересні 1953 р. — у розпорядженні управління кадрів МВС Української РСР.
21 вересня 1953 — 15 червня 1954 р. — начальник Управління МВС УРСР по Вінницькій області. 15 червня 1954 — 31 січня 1957 р. — начальник Управління КДБ УРСР по Вінницькій області. З 1957 р. — пенсіонер в місті Москві.

## Звання
- лейтенант держбезпеки (23.04.1940)
- старший лейтенант держбезпеки (16.04.1942)
- полковник

## Нагороди
- орден Леніна (26.12.1943)
- орден Жовтневої Революції (27.09.1978)
- орден Дружби народів (27.09.1988)
- орден Червоного Прапора (29.10.1948)
- орден Червоної Зірки (5.11.1954)
- шість медалей